# Disobey
Disobey (englisch für „Ungehorsam“) ist das erste Studioalbum der US-amerikanischen Metal-Band Bad Wolves. Das Album wurde am 11. Mai 2018 über Eleven Seven Music veröffentlicht.

## Entstehung
Schlagzeuger John Boecklin arbeitete bereits seit 2015 an der Musik des Debütalbums. Im Sommer 2016 nahm er in den Audiohammer Studios in Orlando erste Demos auf. Nachdem mit dem Sänger Tommy Vext, den Gitarristen Chris Cain und Doc Coyle sowie dem Bassisten Kyle Konkiel die Besetzung komplettiert war, fanden die restlichen Aufnahmen statt. Diese fanden in den Studios Hideout in Las Vegas, Sparrow Sound Studios in Los Angeles sowie den Purple Skull Studios in Stockholm statt.
Das Album enthält mit dem Lied Zombie eine Coverversion eines Lieder der irischen Band The Cranberries. Deren Sängerin Dolores O’Riordan sollte eigentlich als Gastsängerin auftreten, verstarb allerdings am geplanten Aufnahmetag in London. Den Kontakt zu O’Riordan stellte Allen Kovac her, dem Eigner des Plattenlabels Eleven Seven. Kovac war zuvor jahrelang als Manager der Cranberries tätig. Laut Sänger Tommy Vext hatte die Band sich zunächst darauf eingestellt, dass ihre Version des Liedes nach O’Riordans Tod „in der Schublade verschwindet“. Nach Gesprächen mit O’Riordans Familien wurde eine Übereinkunft getroffen, dass das Lied dennoch veröffentlicht wird und sämtliche Einnahmen an O’Riordans Kinder gehen.
Bei dem Lied Hear Me Now ist Diamante als Gastsängerin zu hören. Musikvideos wurden für die Lieder Learn to Live, Zombie, Hear Me Now, Remember When und No Masters veröffentlicht. Die LP-Version des Albums enthält als Bonus die drei Lieder I Swear, Blood ’N’ Bone und Pacifico.

## Hintergrund
Officer Down befasst sich mit Polizeigewalt und Rassismus in den USA. Mit dem Lied Learn to Live will Sänger Tommy Vext den Hörer fragen, ob er gewillt ist, selber Verantwortung für sein eigenes Glück zu übernehmen. Das Lied soll Depressionen, Angst und die Abkoppelung vom zwischenmenschlichen Beziehungen als Nebenprodukt der Abhängigkeit von Sozialen Medien ansprechen. Zu der Coverversion des Liedes Zombie sagte Tommy Vext, dass Dolores O’Riordans Texte „heute noch so relevant wären wie 1994“, als das Original veröffentlicht wurde.

„Von Terroranschlägen in Europa über die Situation im Nahen Osten bis hin zur Waffengewalt in den Vereinigten Staaten. Eines verbindet all diese Tragödien: der Kollateralschaden an unschuldigem menschlichen Leben.“

In dem Lied Remember When geht es um einen Vorfall aus dem Jahre 2010, als Tommy Vext bei einem Einbruch beinahe von seinem unter Drogen stehenden Zwillingsbruder ermordet worden wäre. Gegen ihn als Zeuge auszusagen war für Vext „definitiv einer der schwierigsten Momente in seinem Leben“. Wegen versuchten Mordes wurde der Zwillingsbruder von Tommy Vext zu 17 Jahren Haft verurteilt. Das Lied handelt laut Vext von unseren Kämpfen gegen Sucht, Verlassenheit und Gewalt. Toast to the Ghost ist laut Vext ein Offener Brief an eine Person, die seinen Partner in der Beziehung missbraucht.

## Rezeption

### Rezensionen
Matthias Weckmann schrieb, dass man auf dem Album „zu jeder Sekunde merkt, dass hier Szeneveteranen“ am Werk sind. Bad Wolves „nutzen die gesamte Spannbreite des Modern Metal“. Da noch „die Masse an Hits fehlt“ sprach Weckmann von einem „vielversprechenden Start einer guten Band“ und vergab fünf von sieben Punkte. Pascal Staub vom Onlinemagazin Stormbringer bemängelte, dass das Album sich „oftmals nicht entscheiden könne, was es sein möchte und klingt dadurch stellenweise so, als wolle es möglichst viele Geschmäcker bedienen“. Disobey wäre „solide bis gut, aber eben auch nicht mehr, was angesichts der beteiligten Akteure, deren Mindset meiner Meinung nach hier und da zu sehr auf Gefälligkeit fokussiert ist, etwas schade ist“. Staub vergab drei von fünf Punkten.

### Chartplatzierungen
Album

| Jahr | Titel Musiklabel     | Höchstplatzierung, Gesamtwochen, AuszeichnungChartplatzierungen (Jahr, Titel, Musiklabel, Platzierungen, Wochen, Auszeichnungen, Anmerkungen) | Höchstplatzierung, Gesamtwochen, AuszeichnungChartplatzierungen (Jahr, Titel, Musiklabel, Platzierungen, Wochen, Auszeichnungen, Anmerkungen) | Höchstplatzierung, Gesamtwochen, AuszeichnungChartplatzierungen (Jahr, Titel, Musiklabel, Platzierungen, Wochen, Auszeichnungen, Anmerkungen) | Höchstplatzierung, Gesamtwochen, AuszeichnungChartplatzierungen (Jahr, Titel, Musiklabel, Platzierungen, Wochen, Auszeichnungen, Anmerkungen) | Höchstplatzierung, Gesamtwochen, AuszeichnungChartplatzierungen (Jahr, Titel, Musiklabel, Platzierungen, Wochen, Auszeichnungen, Anmerkungen) | Anmerkungen                        |
| Jahr | Titel Musiklabel     | DE | AT | CH | UK | US | Anmerkungen                        |
| ---- | -------------------- | --- | --- | --- | --- | --- | ---------------------------------- |
| 2018 | Disobey Eleven Seven | DE55 (1 Wo.)DE | AT39 (1 Wo.)AT | CH24 (1 Wo.)CH | UK51 (1 Wo.)UK | US23 (9 Wo.)US | Erstveröffentlichung: 11. Mai 2018 |

Singles

| Jahr | Titel Album    | Höchstplatzierung, Gesamtwochen, AuszeichnungChartplatzierungen (Jahr, Titel, Album, Platzierungen, Wochen, Auszeichnungen, Anmerkungen) | Höchstplatzierung, Gesamtwochen, AuszeichnungChartplatzierungen (Jahr, Titel, Album, Platzierungen, Wochen, Auszeichnungen, Anmerkungen) | Höchstplatzierung, Gesamtwochen, AuszeichnungChartplatzierungen (Jahr, Titel, Album, Platzierungen, Wochen, Auszeichnungen, Anmerkungen) | Höchstplatzierung, Gesamtwochen, AuszeichnungChartplatzierungen (Jahr, Titel, Album, Platzierungen, Wochen, Auszeichnungen, Anmerkungen) | Höchstplatzierung, Gesamtwochen, AuszeichnungChartplatzierungen (Jahr, Titel, Album, Platzierungen, Wochen, Auszeichnungen, Anmerkungen) | Anmerkungen                                                                      |
| Jahr | Titel Album    | DE | AT | CH | UK | US | Anmerkungen                                                                      |
| ---- | -------------- | --- | --- | --- | --- | --- | -------------------------------------------------------------------------------- |
| 2018 | Zombie Disobey | — | — | CH48 (5 Wo.)CH | — | US54 Platin · (18 Wo.)US | Erstveröffentlichung: 18. Januar 2018 Coverversion, Original von The Cranberries |

Darüber hinaus belegten die Lieder Zombie und Remember When Platz eins der Billboard Mainstream Rock Songs.

## Auszeichnungen für Musikverkäufe
| Land/Region | Auszeichnungen für Musikverkäufe (Land/Region, Auszeichnung, Verkäufe) | Verkäufe |
| ----------- | ---------------------------------------------------------------------- | -------- |
| Kanada (MC) | Gold                                                                   | 40.000   |